# Zenarchopterus xiphophorus
Zenarchopterus xiphophorus är en fiskart som beskrevs av Mohr, 1934. Zenarchopterus xiphophorus ingår i släktet Zenarchopterus och familjen Hemiramphidae. Inga underarter finns listade i Catalogue of Life.